# Pieter Faes

Stilleven (1791), Hallwyl Museum

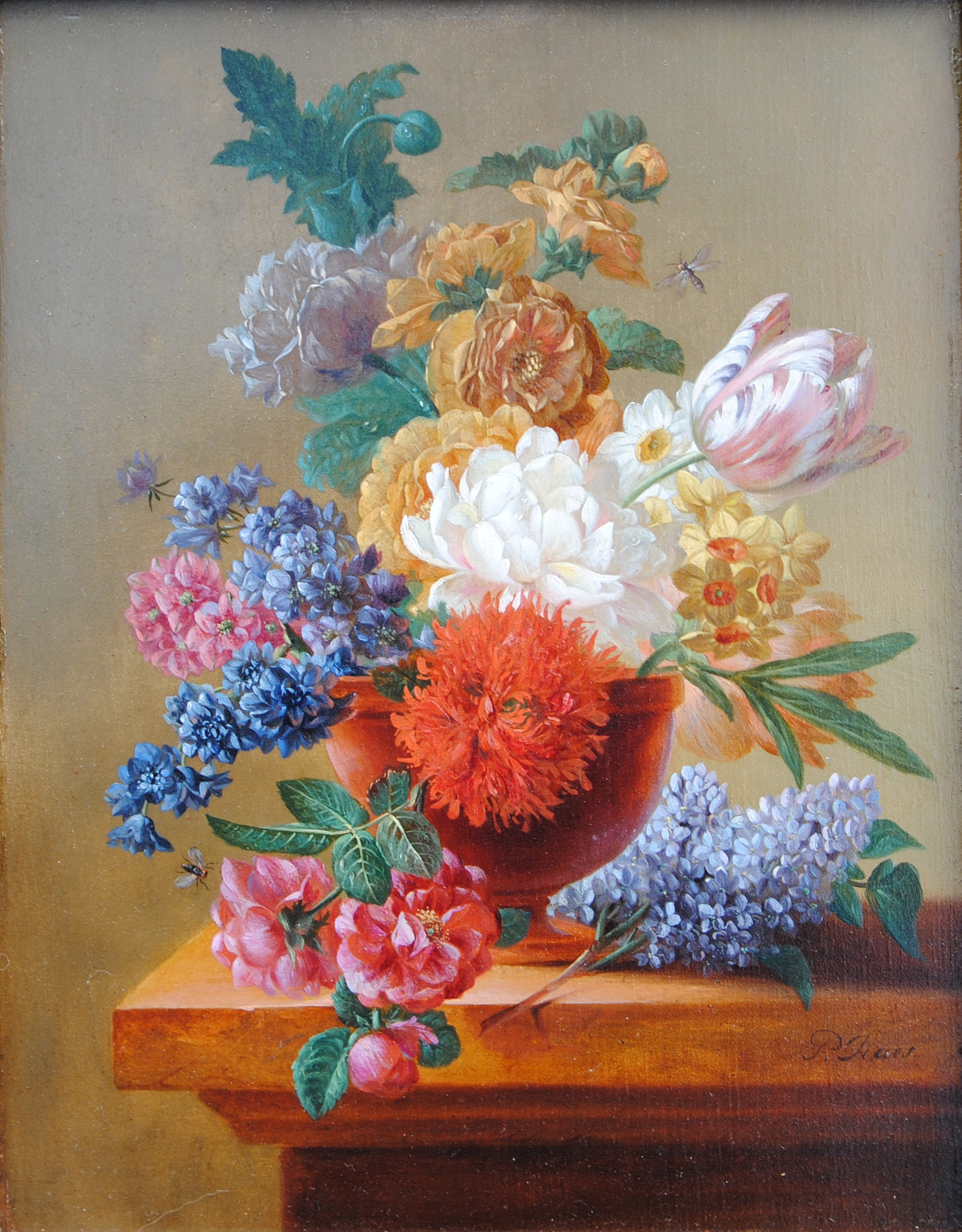
Bloemenstilleven, collectie Stedelijk Museum Hoogstraten

Pieter Faes (Meer, 14 juli 1750 – Antwerpen, 22 december 1814) was een Zuid-Nederlands schilder uit de late 18de en de vroege 19de eeuw, gespecialiseerd in bloemstukken en stillevens.

## Levensloop

### Opleiding
Faes kreeg zijn opleiding aan de Antwerpse Academie voor Schone Kunsten (1782-1784) en specialiseerde zich in het schilderen van bloemstillevens en bloemen-en-vruchten-stillevens, een genre dat in die tijd in zowat alle West-Europese landen bloeide.
Faes was actief in het Antwerpse kunstleven van zijn tijd: zo stond hij samen met onder meer Balthasar-Paul Ommeganck, de dierenschilder, aan het hoofd van het Antwerpse Sint-Lukasgilde. Met de gebroeders Andreas-Cornelis Lens en Jan-Jakob Lens had hij vriendschappelijke contacten.

### De Maatschappij tot Nut, Baet en Dienst
In 1788 was Faes medestichter van de Maatschappij tot Nut, Baet en Dienst, een Antwerps kunstenaarsgenootschap dat de belangrijkste Antwerpse beeldende kunstenaars van die jaren groepeerde, zoals Frans Balthasar Solvyns, Balthasar-Paul Ommeganck, Hendrik De Cort, F. Verhoeven, Hendrik Myin, A. Herry, F. Smits, S.P. Dargonne, Matthias van Bree, Marten J. Waefelaerts, W. Schaecken en R. Horemans. Deze maatschappij organiseerde tal van – zowel ernstige als gezellige – bijeenkomsten, alsmede – en dat is belangrijk – exposities met werken van de leden, als het ware voorlopers van de 19de-eeuwse “Kunstsalons”. Zo waren er op de tentoonstelling van 1789 niet minder dan 84 werken tentoongesteld waaronder twee bloemstillevens van Faes.
Ook op latere Antwerpse salons (1804, 1805 en 1813) was Faes aanwezig : “Bloemen en Druiven” heetten zijn werken in de Salons van 1805 en 1813.

### Appreciatie bij leven
Tijdens zijn leven was Faes een geliefd schilder. Hij was in belangrijke collecties vertegenwoordigd, o.a. in de Verzameling della Faille de Leverghem. Aartshertogin Maria Christina van Saksen-Teschen zou een reeks schilderijen bij Faes besteld hebben, die bestemd waren voor het kasteel van Schoonenberg te Laken (1782-84; huidige verblijfplaats niet bekend).

## Karakteristieken van zijn stillevens
In zijn bloemstillevens volgde Faes het type dat onder meer door Jan van Huysum gepropageerd werd : een gladde afwerking, vage aflijningen, plaatsing van het bloemstuk en de vruchten op een marmeren tablet met een veelal S-vormige opbouw van de compositie, de zwierige slingerbeweging, het zachte coloriet. De achtergronden suggereren soms een landschap, zoals in het stilleven in het Museum te Gent, soms een nis zoals in het werk dat zich in het Taxandria-Museum te Turnhout bevindt, soms een onbestemde ruimte. In feite zijn het dezelfde kenmerken als bij o.a. tijdgenoten Michel-Joseph Speeckaert, Jan Frans van Dael, Gerard van Spaendonck, Joris Frederik. Ziesel.
Vaak voegde Faes de woorden “à Anvers” toe aan zijn signatuur, die bestaat uit “P. Faes”, gevolgd door een jaartal. Zijn werken zijn in de regel, meestal verticaal, op houten panelen geschilderd; het formaat is nogal uniform en ligt in de buurt van 62 x 51 cm.
Zijn werken behalen nog steeds hoge prijzen op veilingen : zijn bloemenstuk "Rozen, anjers en andere bloemen" werd in december 2006 geveild op US$ 70.627

## Musea
- Antwerpen, Museum Ridder Smit van Gelder (Stokrozen en Druiven)
- Hoogstraten, Stedelijk Museum Hoogstraten
- Brugge, Groeningemuseum
- Brussel, Koninklijke Musea voor Schone Kunsten van België
- Duinkerke ('Dunkerque'), Musée des Beaux-Arts (vernield)
- Durham (G.B.), Barnard Castle-Bowes Museum
- Gent, Museum voor Schone Kunsten
- Lier, Stedelijk Museum Wuyts Van Campen
- Turnhout, Museum Taxandria
- Wenen ('Wien'), Kunsthistorisches Museum